# 时钟座超星系团

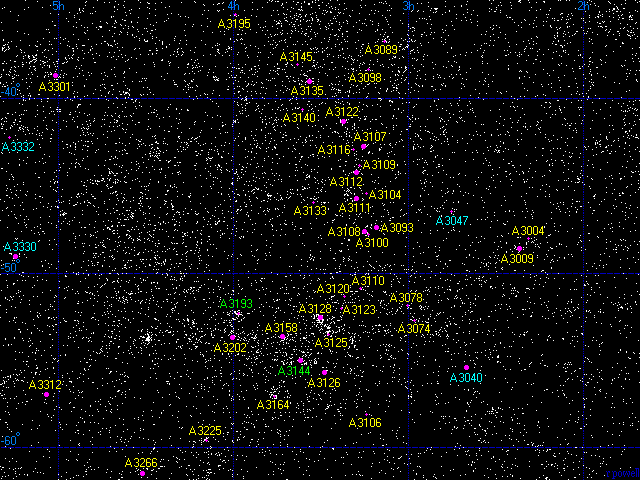
時鐘座超星系團的星圖。

時鐘座超星系團（也稱為時鐘-網罟超星系團）是一個大質量的超星系團，橫跨5億5千萬光年和擁有大約1017 太陽質量。這個超星系團最靠近我們的部分大約有7億光年的距離（星團的主要部分在圖片的底部），遠端的距離則遠達12億光年（主要的部分在圖的頂端），分佈在時鐘座和波江座。時鐘座超星系團大約有5,000個星系團（30,000個大星系和300,000個矮星系）。它包含了艾伯耳3266星系團，右邊的圖顯示的每個星系亮度都超過17等。

## 外部連結
- The Horologium Supercluster （页面存档备份，存于） from An Atlas of the Universe